# 高昌礼
高昌禮（1937年7月—），男，山東魚台人，中華人民共和國政府官員，曾任中華人民共和國司法部部長。

## 生平
1937年出生於山東，1956年加入中國共產黨，後於中國人民大學學習，1963年畢業。1986年起任山東省政法委員會書記。1991年至1998年出任最高人民法院副院長、中央社會治安綜合治理委員會委員。1998年起任司法部部長，2000年被撤职。